# Saint-Laurent-sur-Sèvre
Saint-Laurent-sur-Sèvre – miejscowość i gmina we Francji, w regionie Kraj Loary, w departamencie Wandea.
Według danych na rok 1990 gminę zamieszkiwało 3 247 osób, a gęstość zaludnienia wynosiła 206 osób/km² (wśród 1504 gmin Kraju Loary Saint-Laurent-sur-Sèvre plasuje się na 143. miejscu pod względem liczby ludności, natomiast pod względem powierzchni na miejscu 746.).